# Crisia carolina
Crisia carolina är en mossdjursart som beskrevs av Winston 2005. Crisia carolina ingår i släktet Crisia och familjen Crisiidae.
Artens utbredningsområde är Mexikanska golfen. Inga underarter finns listade i Catalogue of Life.